# جيروم وليامز
جيروم وليامز (بالإنجليزية: Jerome Williams)‏ (و. 1981  م) هو لاعب كرة قاعدة، من الولايات المتحدة، ولد في هونولولو، يلعب كمرسل الكرة ‏.

## روابط خارجية
- جيروم وليامز على موقع دوري كرة القاعدة الرئيسي (الإنجليزية)
- جيروم وليامز على موقعبيزبول رفرنس.كوم (الدوري الرئيسي) (الإنجليزية)
- جيروم وليامز على موقعبيزبول رفرنس.كوم (الدوري الثانوي) (الإنجليزية)
- جيروم وليامز على موقع إي إس بي إن.كوم (أم.أل.بي) (الإنجليزية)
- جيروم وليامز على موقع مشجعي الرسوم البيانية (الإنجليزية)